# Rendez-vous avec une star
Pour plus de détails, voir Fiche technique et Distribution.
Rendez-vous avec une star ou Gagnez un rendez-vous avec Tad Hamilton au Québec (Win a Date with Tad Hamilton!) est un film américain réalisé par Robert Luketic, sorti en 2004.

## Synopsis
Rosalee Futch travaille dans une épicerie de la Virginie profonde. Mais vivre dans un petit village n'empêche pas d'avoir de grands rêves. Celle-ci souhaite en effet rencontrer la star Tad Hamilton. Grâce à un concours, son rêve le plus cher va se réaliser, au grand désespoir de son meilleur ami Pete, secrètement amoureux d'elle.

## Fiche technique
Sauf indication contraire, les informations mentionnées dans cette section peuvent être confirmées par les bases de données cinématographiques IMDb et Allociné,  présentes dans la section « Liens externes ».
- Titre original : Win a Date with Tad Hamilton!
- Titre français : Rendez-vous avec une star
- Titre québécois : Gagnez un rendez-vous avec Tad Hamilton[1]
- Réalisation : Robert Luketic
- Scénario : Victor Levin
- Musique : Edward Shearmur
- Direction artistique : Mark Worthington
- Décors : Missy Stewart
- Costumes : Catherine Adair
- Photographie : Peter Lyons Collister
- Son : Richard L. Anderson, Gary C. Bourgeois, Mike Chock, Greg Orloff
- Montage : Scott Hill
- Production : Lucy Fisher et Douglas Wick
  - Production déléguée : William S. Beasley et Gail Lyon
- Sociétés de production : The Lot et Red Wagon Entertainment, présenté par Dreamworks Pictures
- Sociétés de distribution : DreamWorks Distribution (États-Unis) ; United International Pictures (France)
- Budget : 22 millions USD[2] ; 24 millions USD[3]
- Pays de production :  États-Unis
- Langue originale : anglais
- Format : couleur (Technicolor) — 35 mm — 2,35:1 (Panavision) — son DTS / Dolby Digital / SDDS
- Genre : comédie, romance
- Durée : 96 minutes ; 95 minutes (aux États-Unis)
- Dates de sortie[4] :
  - États-Unis : 23 janvier 2004
  - Québec : 30 janvier 2004[1]
  - Belgique : 23 juin 2004[5]
  - France : 4 août 2004[6]
- Classification[7] :
  - États-Unis : accord parental recommandé, film déconseillé aux moins de 13 ans (PG-13 - Parents Strongly Cautioned)[N 1]
  - France : tous publics
  - Belgique : tous publics (Alle Leeftijden)[5]
  - Québec : tous publics (G - General Rating)[1]

## Distribution
Source et Légende doublage : VF = Version Française
- Kate Bosworth (VF : Caroline Victoria) : Rosalee Futch
- Topher Grace (VF : Guillaume Lebon) : Pete Monash
- Josh Duhamel (VF : Jean-Pierre Michaël) : Tad Hamilton
- Nathan Lane (VF : Jean-Loup Horwitz) : Richard Levy the Driven
- Sean Hayes (VF : Pierre Tessier) : Richard Levy the Shameless
- Gary Cole (VF : Guy Chapelier) : Henry Futch
- Ginnifer Goodwin (VF : Céline Mauge) : Cathy Feely
- Kathryn Hahn (VF : Marjorie Frantz) : Angelica
- Octavia Spencer (VF : Véronique Alycia) : Janine
- Amy Smart : l'infirmière
- Ren Trostle : la femme dans la Porsche
- Wendy Worthington : un client
- Stephen Tobolowsky (VF : Edgar Givry) : George Ruddy
- Moon Bloodgood : la femme sensuelle
- Mary Jo Smith : Sonja
- Jay Underwood : Tom, le policier

## Production

### Attribution des rôles
- Josh Lucas refusa le rôle de Tad Hamilton.[réf. souhaitée]

### Tournage
- Le tournage s'est déroulé du 12 mai au 22 juillet 2003 à Charleston, Fraziers Bottom, Los Angeles et Santa Monica[9].

### Bande originale
- Superfabulous, interprété par BT
- Once Again, interprété par frankie jordan
- Whatever Happened to My Rock N' Roll, interprété par Black Rebel Motorcycle Club (B.R.M.C.)
- MMMnn, interprété par Grandadbob
- Special, interprété par Wilshire
- Can't Get Enough of Your Love, Babe, interprété par Barry White
- Some Days, interprété par Wheat (en)
- Get Up, interprété par Taylor Dayne
- More Bounce in California, interprété par Soul Kid#1
- Waiting, interprété par Kyle Riabko
- Leading with My Heart, interprété par Alice Peacock
- Why Can't I?, interprété par Liz Phair
- Back to You, interprété par John Mayer
- Days Go By, interprété par Jason Wade
- Telling You Now, interprété par Jessy Moss
- All I Ever Ask, interprété par Colin Blades
- Going Back to Cali, interprété par Antimatter
- Blue, interprété par The Thorns
- California Sun, interprété par Jem
- Somebody, interprété par Bonnie McKee
- Shining, interprété par Kristian Leontiou
- Song for Pete, interprété par Jason Wade
- Once Again, interprété par Frankie Jordan
- Something About You, interprété par Five For Fighting
- I Won't Go Hollywood, interprété par Bleu

## Nominations
- Teen Choice Awards 2004 :
  - Meilleur film du moment
  - Meilleur acteur dans un film de comédie pour Topher Grace
  - Meilleure actrice dans un film de comédie pour Kate Bosworth
  - Meilleure révélation masculine pour Josh Duhamel
  - Meilleure crise de colère pour Topher Grace
  - Scène la plus embarrassante pour Kate Bosworth
  - Meilleur menteur pour Josh Duhamel
  - Meilleur baiser pour Kate Bosworth et Topher Grace

## Éditions en vidéo
En France, le film Rendez-vous avec une star est sorti en DVD le 1er mars 2005 et, il est ressorti en DVD le 1er août 2006.